# Бакалейников, Владимир Романович
Владимир Романович Бакалейников (3 октября 1885 — 5 ноября 1953) — русско-американский альтист, дирижёр и композитор. Второй по старшинству среди братьев Бакалейниковых (известны также Николай, Константин и Михаил).

## Биография

### Семья и происхождение
Сын кларнетиста, жившего очень бедно, большой семьёй: по собственным воспоминаниям Бакалейникова,

Мой отец зарабатывал очень мало. Мы, дети, помогали ему зарабатывать игрой на свадьбах, в ресторанах, давая уроки, впоследствии концертируя. Никакими видами труда мы, дети, не гнушались. Стыдно было не работать, видя, как наша мать на всех стирала, на всех готовила, всех обшивала и всем прислуживала.

### Творческий путь
В девятилетнем возрасте поступил в Московскую консерваторию, учился у Ивана Гржимали. Успешно выступал как концертирующий солист и дирижёр, а в 1911 году вошёл в состав Квартета герцога Г. Г. Мекленбург-Стрелицкого. В 1914—1916 гг. дирижёр Театра музыкальной драмы в Петрограде, в 1920—1927 гг. — Музыкальной студии Московского художественного театра; одновременно преподавал в 1918—1920 гг. в Петроградской, в 1920—1924 гг. в Московской консерваториях, среди его учеников был, в частности, Вадим Борисовский. Заслуженный артист РСФСР (1924).
В 1927 г. вместе с женой, певицей Юлией Фатовой, эмигрировал в США и по приглашению дирижёра Фрица Райнера занял пост его ассистента (и первого альта) в Симфоническом оркестре Цинциннати. В 1937 г. перебрался в Голливуд для работы в кинематографе, последовав примеру двух своих младших братьев, Константина и Михаила, однако уже через два года вновь принял приглашение Райнера и стал его ассистентом, теперь уже в Питтсбургском симфоническом оркестре; в 1948—1952 гг. возглавлял этот оркестр — и, в частности, дирижировал питтсбургским гастрольным выступлением Марио Ланца (1951). С Питтсбургским оркестром под управлением Райнера и вместе с виолончелистом Григорием Пятигорским Бакалейников записал как альтист симфоническую поэму Рихарда Штрауса «Дон Кихот».
В американский период жизни Бакалейникова среди его учеников был Лорин Маазель, последовавший за ним в Питтсбург. Бакалейников написал пособие «Основные правила дирижирования оркестром, духовым оркестром и хором» (англ. Elementary rules of conducting for orchestra, band and chorus; 1938), мемуары «Записки музыканта» (Нью-Йорк, 1943), концерт для альта с оркестром (1937), ряд камерных пьес, в числе которых «Брамсиана», записанная Тошей Зайделем. Приписываемый Владимиру Бакалейникову во многих источниках знаменитый романс «Бубенцы» написан всё же, по-видимому, его старшим братом Николаем. В некоторых источниках Владимиру Бакалейникову приписывают и «Темно-вишневую шаль».